# Henrique Neto
Henrique José de Sousa Neto GOIH • GOMAIC (Santa Catarina, Lisboa, 27 de abril de 1936) é um empresário e antigo deputado à Assembleia da República, eleito pelo Partido Socialista.
Anunciou a sua candidatura às eleições de 2016 para presidente da República em 23 de março de 2015, tendo apresentado como seu mandatário nacional o ex-Ministro das Finanças Luís Campos e Cunha e tendo na comissão de honra figuras como o ex-presidente do CDS-PP José Ribeiro e Castro e o líder da Esquerda Cristã, Cláudio Anaia.

## Biografia
De uma família operária da Marinha Grande, em que o pai começou por ser operário vidreiro e, depois da tropa, polícia em Lisboa, Henrique Neto nasceu a 27 de abril de 1936, no Beco do Carrasco, junto à Rua do Poço dos Negros, em Lisboa, onde viveu até aos três anos, tendo alternado a infância entre a Marinha Grande e Lisboa. Depois da instrução primária, que fez em parte na Marinha Grande e em Lisboa, prosseguiu os estudos no ensino técnico — na Escola Industrial Fonseca Benevides, em Lisboa, e, em seguida, na Escola Industrial e Comercial da Marinha Grande.
Na Marinha Grande iniciou aos 14 anos a sua vida profissional, como aprendiz de metalúrgico numa fundição. Passou em seguida para uma fábrica de embalagens para madeiras e, finalmente, entrou na indústria de moldes, ao ser admitido na Aníbal H. Abrantes, a primeira fábrica de moldes existente em Portugal.
Depois de ter sido diretor-geral da Aníbal H. Abrantes, em 1975, Henrique Neto fundou com Joaquim Menezes, a Iberomoldes, que viria a tornar-se holding de um grupo de 12 empresas, com mais de 1 000 colaboradores, e uma referência internacional na indústria de moldes. Posteriormente, na década de 1990, criaram a SET, dedicada à engenharia e conceção de moldes e protótipos, e a Iber-Oleff, dedicada a produção e exportação de componentes para fabricantes de automóveis e veículos industriais. Vendeu a sua posição em 2009 para o referido co-fundador.
Paralelamente ao seu trabalho na indústria, desde jovem que manteve atividade política, influenciado pelo ambiente familiar que não era alinhada com o regime do Estado Novo. Reproduziu ilegalmente documentos em casa para a campanha presidencial do general Humberto Delgado e foi filiado na juventude do Movimento de Unidade Democrática (MUD Juvenil) e no Partido Comunista Português, ao qual aderiu em 1968.
Participou em 1969 na criação da Plataforma de São Pedro de Moel, em cujas listas foi candidato à Assembleia Nacional, pelo círculo de Leiria. Essa plataforma uniu, sob o véu da Oposição Democrática, em Leiria, as candidaturas da CDE (conotada com o PCP) e da CEUD (formada pela Ação Socialista Portuguesa e a Comissão Eleitoral Monárquica, exceto em Lisboa, onde a CEM apresentou lista própria); ao contrário do que sucedia em Lisboa, Porto e Braga, em que as duas forças se opunham, num premonitório afastamento de Soares dos comunistas.
Em 1973 participou no III congresso da Oposição Democrática, em Aveiro.
Em 1975, depois da Revolução dos Cravos, abandonou o PCP em desacordo com a criação dos Soldados Unidos Vencerão, por achar que essa iniciativa poderia levar o país à guerra civil. Só voltaria a militar num partido político em 1991, ano em que aderiu ao Partido Socialista, a convite de Jorge Sampaio. Em 1992 está com Sampaio na disputa da liderança do PS contra António Guterres, que sai vitorioso.
Foi eleito deputado à Assembleia da República nas legislativas de 1995, exercendo nessa legislatura a função de vice-presidente da Comissão Parlamentar de Economia, Finanças e Plano até ao final do seu mandato, em 1999.
No congresso de 2002 do PS, apresentou a moção a Pensar Portugal, onde pediu aos socialistas um debate político interno que inclui muitas propostas e ideias para o seu país.
Em 2009 insurge-se contra o governo de José Sócrates e é um dos 28 signatários dum documento a que se chamou o Manifesto dos 28,  em que se afirma ser um absurdo insistir em investimentos públicos de «baixa ou nula rentabilidade e com fraca criação de emprego em Portugal». Mais tarde, em março de 2013, foi um dos mentores daquele que foi designado por «Manifesto pela Democratização do Regime». De novo, em 25 de agosto de 2014, volta a ser uma das 30 personalidades que assinam outro manifesto, a que deram o título de «Por uma Democracia de Qualidade», propondo reformas prioritárias do sistema político em Portugal.
Tal como Medina Carreira, seu apoiante na candidatura à Presidência da República, é um dos conselheiros da SEDES - Associação para o Desenvolvimento Económico e Social.
É casado e pai de três filhos e filhas, e tem netos e netas.

### Condecorações
- Grande-Oficial da Ordem do Infante D. Henrique de Portugal (9 de junho de 2000)
- Grande-Oficial da Ordem Civil do Mérito Agrícola, Industrial e Comercial Classe Industrial (17 de janeiro de 2006)[15]
- Primeira Classe da Ordem da Estrela Branca da Estónia (20 de fevereiro de 2006)[16]

## Autor
É de sua autoria:
- «Uma estratégia para Portugal: a visão de um empresário para o futuro do país», edição Lua de papel, em 2011

Colaborou também na execução do livro:
- «Finanças Corporativas na Prática», edição Elsevier, Rio de Janeiro, Brasil, em 2011

Escreveu igualmente várias crónicas no Jornal de Leiria e no Jornal da Marinha Grande entre os quais os seguintes neste último:
- "José Sócrates e o PS", Um ano para limpar a casa, 13 fevereiro 2015
- Empresários, Crescimento Económico e Emprego, 5 fevereiro 2015
- Continuidade ou Mudança?, 22 janeiro 2015
- José Sócrates e o PS, 15 janeiro 2015
- O Ridículo Também Mata, 8 janeiro 2015
- O Papa Francisco, 31 dezembro 2014
- Empresas Faz de Conta, 24 dezembro 2014
- A Romaria a Évora, 11 dezembro 2014
- José Sócrates e o Congresso do PS, 4 dezembro 2014
- O impasse político marinhense, 20 novembro 2014
- Salvar a Economia Portuguesa, 6 novembro 2014
- Democracia e Transparência, 30 outubro 2014
- A nova vida da Apple, 23 outubro 2014

Tem há muito uma crónica semanal na rádio Cister FM. É colaborador regular n’O Diabo, semanário de extrema-direita.